# Kilmore (comté de Down)
Pour les articles homonymes, voir Kilmore.
Kilmore est un village, une paroisse civile et une ville de 60 hectares située dans le comté de Down, en Irlande du Nord, à environ 1,6 km de Crossgar. Il est situé dans les baronnies historiques de Castlereagh Upper et Kinelarty.